# 克肖者表信者ヴァシリオス
克肖者表信者ヴァシリオス（ギリシア語: Βασίλειος、生年不詳 - 750年）は、正教会の聖人。ヴァシリオスは現代ギリシャ語からの転写であり、日本正教会では克肖者表信者ワシリイと表記される。
記憶日は3月13日（修正ユリウス暦使用教会では2月28日）。
ワシリイは修道士であった。レオン3世時代に行われた聖像破壊運動（イコノクラスム）の際、イコンを崇敬したかどで投獄され拷問を受けたが、レオン3世の死後（741年）に釈放された。釈放後は多くの人々に正教信仰について教え、徳のある生活へと導いた。750年、平安のうちに永眠。